# اینگرید بتانکورت
اینگرید بتانکورت پولسیو (به اسپانیایی: Íngrid Betancourt Pulecio) (زاده ۲۵ دسامبر ۱۹۶۱) سیاستمدار فرانسوی-کلمبیایی است.
وی سناتور اسبق کلمبیایی و فعال ضد فساد اداری بود.
بتانکورت در سال ۲۰۰۲ نامزد انتخابات ریاست‌جمهوری کلمبیا شد و در زمان مبارزات انتخاباتی خود ربوده شد و به مدت ۶ سال و نیم در اسارت نیروهای مسلح انقلابی کلمبیا قرار گرفت.
وی در تاریخ ۲ ژوئیه ۲۰۰۸ میلادی، به همراه سه گروگان آمریکایی، در یک عملیات امنیتی توسط نیروهای امنیتی کلمبیا آزاد شد.
اینگرید بتانکورت، سرشناس‌ترین «گروگان» گروه چپگرای نیروهای مسلح انقلابی کلمبیا بود.